# Sulzheim (Baviera)
Sulzheim é um município da Alemanha, situado no distrito de Schweinfurt, no estado da Baviera. Tem 26,77 km² de área, e sua população em 2019 foi estimada em 2.011 habitantes.